# Парантроп Бойса
Парантроп Бойса (лат. Paranthropus boisei, устар. «зинджантроп» [syn.  Zinjanthropus boisei]) — самый массивный вид парантропов, первоначально обнаруженный в 1959 году Мэри Лики в восточноафриканском ущелье Олдувай. Вплоть до 1972 года считался «несомненным австралопитеком». Данный вид обитал в Восточной Африке в эпоху плейстоцена примерно от 2,3 до 1,2 миллионов лет назад. Древнейшие окаменелости парантропа Бойса (около 2,3 миллиона лет) найдены в Малеме, Малави.
Сравнение значений изотопов кальция у гигантопитека Блэка, современных приматов и гомининов указывают на значительно более высокие значения изотопов 44/42Ca у Gigantopithecus blacki  в Азии и у Paranthropus boisei в Африке. Несмотря на то, что оба животных имеют отличающиеся значения изотопов 13С и 18O, они имеют довольно близкие значения изотопов 44/42Ca, предполагающие возможный общий аналогичный механизм накопления кальция.

## История открытия
Во время поисков в Олдувайском ущелье 17 июля 1959 года Мэри Лики заметила череп гоминида. По данной находке вид впервые и был описан. Время жизни парантропа датировали 1,75 миллиона лет назад. Он имел черты, характерные для массивных австралопитеков. Её муж Луис Лики в августе 1959 года опубликовал статью об ископаемом и предложил назвать Zinjanthropus boisei (это название больше не используется).
Парантроп Бойса (так как вид был в конечном счете классифицирован, используя определение его рода Роберта Брума 1938 года) оказался сокровищем, особенно когда сын антропологов Ричард Лики предположил, что это был первый вид гомининов, который использовал каменные орудия. Бернард Вуд из Ливерпульского университета утверждает, что орудия, обнаруженные в Эфиопии и датированные 2,5 миллионами лет назад, могли быть сделаны парантропом Бойса. Хорошо сохранившаяся челюсть была найдена коллегой Ричарда Камоей Кимеу (англ. Kamoya Kimeu) в 1964 году в Пенине, Танзания. Другой череп, образец KNM ER 406, был обнаружен в 1969 году Ричардом в Кооби-Фора близ озера Туркана в Кении.

## Морфология
Парантроп Бойса — наиболее массивный из всех австралопитеков: характерны огромные моляры, тяжёлые челюсти, которые, однако, не выступают вперёд, большие костные гребни, служившие для прикрепления жевательных мышц.
Общая массивность сложения была, видимо, также очень большой — при росте 1,2—1,6 м парантропы Бойса весили от 40 до 90 кг. Взрослые самцы были в среднем крупнее самок (половой диморфизм), как это было практически у всех австралопитеков. Самцы весили приблизительно 49 кг и их рост был приблизительно 1,37 м, в то время как самки весили приблизительно 34 кг и были ростом 1,24 м.

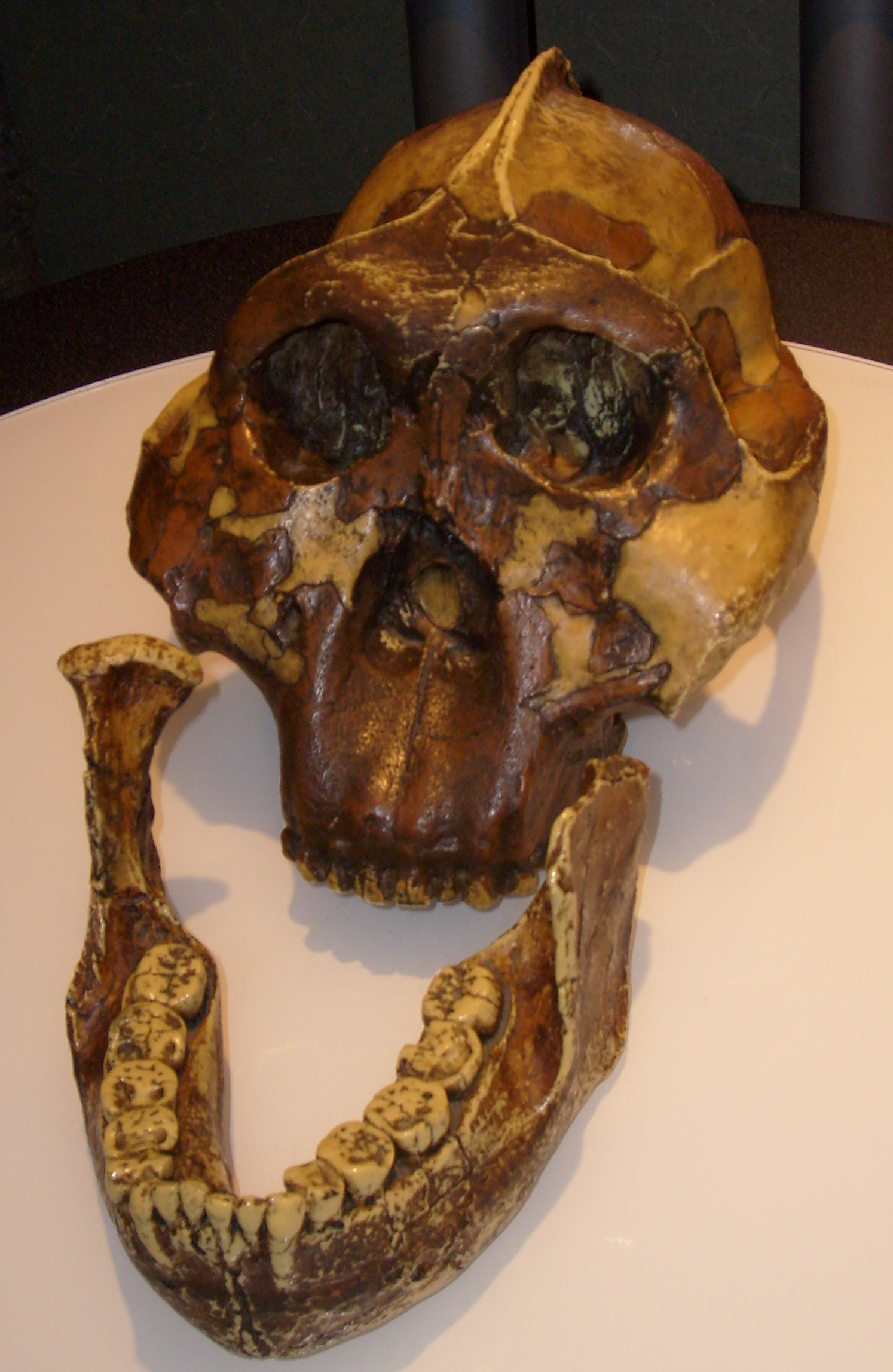
Слепки черепа, известного как «Щелкунчик» (OH 5), найденные Мэри Лики в 1959 году, и челюсть, известная как нижняя челюсть Пенинджа (Peninj Mandible), найденная Камоей Кимеу в 1964 году

Парантропы Бойса были полностью прямоходящими. Объём мозга довольно мал, 400—500 см³ (у современного человека в среднем 1350 см³).
Важно, что вместе с парантропом Бойса была найдена ореховая скорлупа, из чего в совокупности с мощными зубами/челюстями был сделан вывод о растительноядной специализации этого вида. Также рядом были найдены примитивные каменные орудия (обитая галька). Поначалу Луис Лики ошибочно полагал, что зинджантроп стал использовать каменные орудия первым из всех животных в истории, и консилиум учёных с неохотой признал, что парантроп Бойса является одним из «недостающих звеньев», поскольку при всём примитивизме умел изготавливать каменные орудия, но уже через несколько месяцев в 1960 году Лики восстановил правду, откопав на том же месте и Homo habilis — настоящего создателя тех каменных орудий, а парантроп Бойса оказался добычей Homo habilis.